# Чегурко Олександр Петрович
Олекса́ндр Петро́вич Чегурко (16 липня 1987, Шершенці — 3 січня 2018, Волноваха) — український військовик, старший сержант Збройних сил України, учасник російсько-української війни.

## Життєпис
Народився 16 липня 1987 року в селі Шершенці (нині Подільський район, Одеська область). Працював землевпорядником Шершенецької сільської ради, згодом служив в органах внутрішніх справ.
З квітня 2014 року — на військовій службі за контрактом; старший сержант, розвідник 28-ї бригади. Неодноразово виконував завдання з розвідки за лінією зіткнення.
Трагічно загинув 3 січня 2018 року в місті Волноваха під час несення служби.
5 січня 2018 року похований у селі Шершенці.
Без Олександра лишилися батьки й наречена.

## Нагороди та вшанування
- указом Президента України № 319/2017 від 12 жовтня 2017 року «за особисту мужність і самовіддані дії, виявлені у захисті державного суверенітету та територіальної цілісності України, зразкового виконання військового обов'язку» — нагороджений орденом «За мужність» III ступеня[1]